# Незабудка полевая
Незабудка полевая (лат. Myosotis arvensis) — вид травянистых растений рода Незабудка (Myosotis).

## Ботаническое описание(красота)
Однолетнее или многолетнее растение.
Стебель одиночный, простой или ветвистый от основания. От этого создается впечатление, что растение многостеблевое. Чаще всего ветвистость присутствует в верхней части. Растение довольно крепкое, опушенное — внизу мохнато-пушистое, вверху прижато пушистое.
Листья ланцетовидные или ланцетно-линейные, реже продолговато-ланцетного вида, нижние листья лопатчатого вида, постепенно сужающиеся в черешок, верхние же листья сидячие, все туповатые или островатые, негусто и полуотстояще волосистые. Цвет может быть сероватым. Длина — 2—5 см, ширина — 0,5—1 см.
Цветки диаметром 2—5 мм; расположены малыми группами близко друг к другу. Венчик голубого цвета, с трубкой более короткой, чем зубцы чашечки. Чашечки в цветах 1—1,5 мм длиной, в плодах до 4 мм длиной, когда плоды зрелые чашечка имеет закрытый вид. Цвет больше похож на серый, из-за частых крючковатых волосков, которые размещаются на основании.
Кисти в плодах рыхлые, односторонние, короче стебля, стоящие вверх, листья отсутствуют; плодоножки прижато пушистые, длиннее чашечки в 1,5—2 (2,5) раза, реже такой же длины, размещение горизонтальное или под углом в 45—60° к оси, могут быть в виде дуги.
Орешки продолговато-трехгранные, коричнево-черного или черного цвета, острые. Чаще всего растет на полях, залежах, пустырях, реже на песках и в лесах, относится к сорным травам.

## Распространение и экология

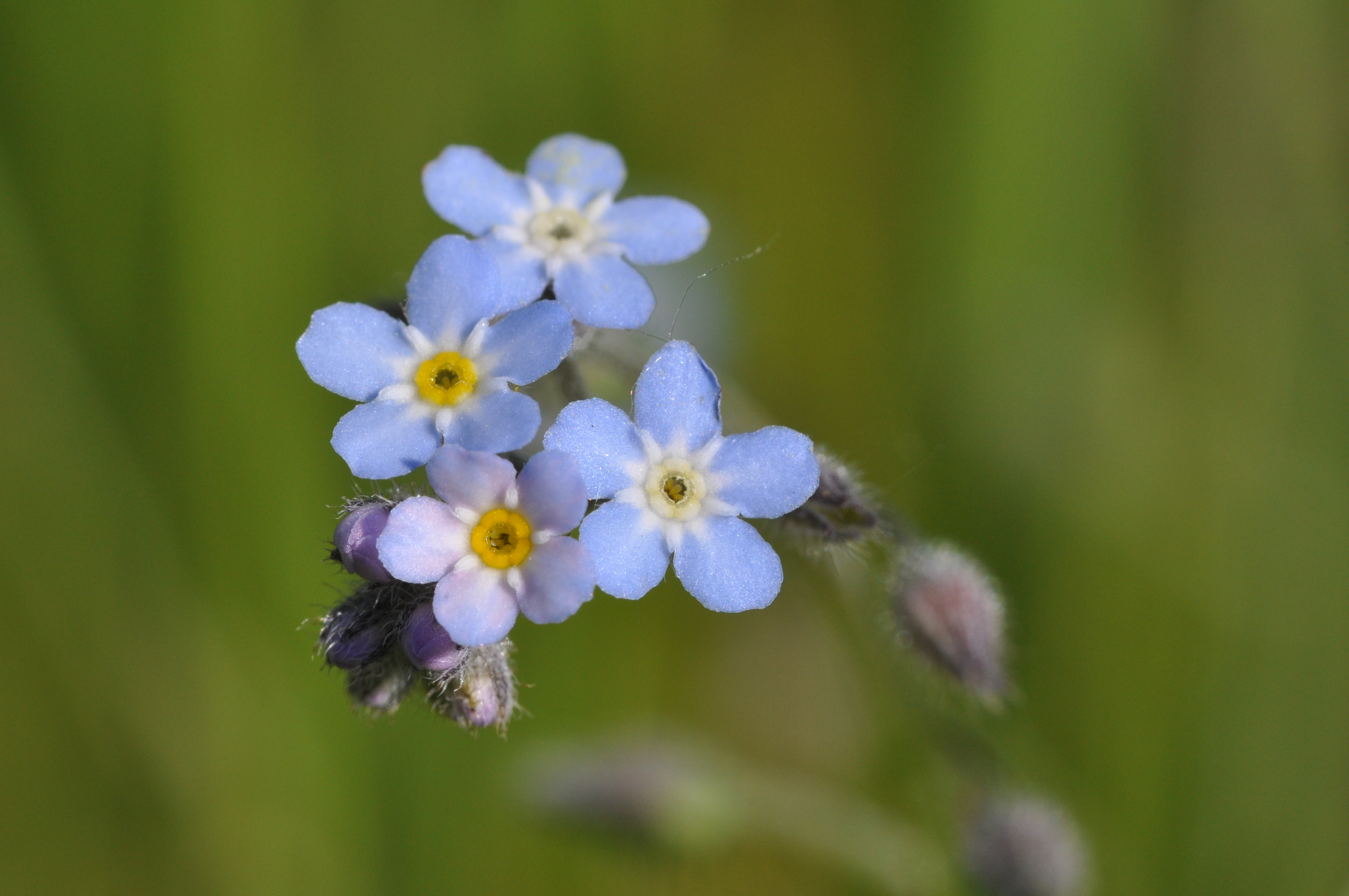
Цветки незабудки полевой крупным планом

Естественный ареал вида охватывает почти всю Европу и часть Азии (включая Сибирь), а также Северную Африку и Канарские острова; как заносное натурализовавшееся растение встречается и в других регионах планеты.
На территории бывшего СССР встречается по всей европейской части России, Крым, Кавказ, Дагестан, Западная Сибирь, Восточная Сибирь, Средняя Азия. Вид включен в ботанический атлас растений Ленинградской области.

## Применение
Myosotis arvensis является компонентом гомеопатических лекарственных средств для внутреннего применения.

## Классификация

### Таксономия[4]
Myosotis arvensis Hill, 1764, Veg. Syst. 7: 55
Вид Незабудка полевая относится к роду Незабудка  (Myosotis) семейства Бурачниковые (Boraginaceae) порядка Бурачникоцветные (Boraginales). Кладограмма в соответствии с Системой APG IV по состоянию на июнь 2023 года:
|  |                                      |  |                                   | порядок Бурачникоцветные |  | семейство Бурачниковые - 153 ботанических рода |  | род Незабудка - 155 подтвержденных видов |  | Незабудка полевая |
|  |                                      |  |                                   | порядок Бурачникоцветные |  | семейство Бурачниковые - 153 ботанических рода |  | род Незабудка - 155 подтвержденных видов |  | Незабудка полевая |
|  | отдел Цветковые, или Покрытосеменные |  |                                   |                          |  |                                                |  |                                          |  |                   |
|  |                                      |  |                                   |                          |  |                                                |  |                                          |  |                   |
|  |                                      |  | ещё 63 порядка цветковых растений |                          |  |                                                |  |                                          |  |                   |
|  |                                      |  |                                   |                          |  |                                                |  |                                          |  |                   |

### Внутривидовые таксоны
- Myosotis arvensis var. garciasii O.Bolòs & Vigo

### Синонимы
- Echioides annua  Moench
- Myosotis intermedia  Link ex Schultz
- Myosotis scorpioides var. arvensis  L.